# Oberst (grade)
Pour les articles homonymes, voir colonel et Oberst.
Oberst désigne un grade d’officier supérieur dans les armées allemande, autrichienne et suisse. Dans ce dernier cas, il est l'appellation allemande du grade de colonel.

## Allemagne

### Historique
Oberst est un grade de l'Armée allemande depuis le XVIIe siècle, qui correspond à celui de colonel. Ce grade a été utilisé dans la Deutsches Heer de 1871 à 1919, dans la Reichswehr de 1921 à 1935 et dans la Wehrmacht de 1935 à 1945. Il est utilisé dans la Bundeswehr depuis 1955. Dans la nomenclature des grades de l'OTAN, il correspond au code « OF5 ».

### Armée de terre et Armée de l’air
Dans l'armée de terre et l’armée de l’air allemandes selon l’ordre hiérarchique croissant, le grade de Oberst est le troisième et dernier grade d'officier supérieur, devant celui de Oberstleutnant. Équivalent au grade de colonel dans l'Armée française, il est toujours utilisé dans la Bundeswehr. Aujourd’hui, ce grade est immédiatement inférieur à celui de Brigadegeneral, qui est le premier des grades d'officiers généraux.
Dans la Heer et la Luftwaffe de la Wehrmacht (époque du Troisième Reich), Oberst était le grade immédiatement inférieur à celui de Generalmajor.

### Marine
Oberst correspond au grade de Kapitän zur See dans la Marine allemande — la Deutsche Marine et antérieurement la Kriegsmarine — qui est un équivalent du capitaine de vaisseau de la Marine nationale française.
Aujourd’hui, dans la Deutsche Marine, Kapitän zur See est le grade immédiatement supérieur à Fregattenkapitän, et immédiatement inférieur à Flottillenadmiral.
Dans la Kriegsmarine, Kapitän zur See était situé entre les grades de Fregattenkapitän et de Kommodore (ce dernier grade n'existant plus dans la Deutsche Marine).

### Schutzstaffel (Waffen-SS, Allgemeine-SS...)
Dans la SS, le grade équivalent à « Oberst » était « SS-Standartenführer », immédiatement supérieur à celui de SS-Obersturmbannführer et immédiatement inférieur à celui de SS-Oberführer, ce dernier grade n'ayant pas d'équivalent dans la Heer ou la Luftwaffe, mais étant équivalent à celui de Kommodore dans la Kriegsmarine.